# Harry Vardon

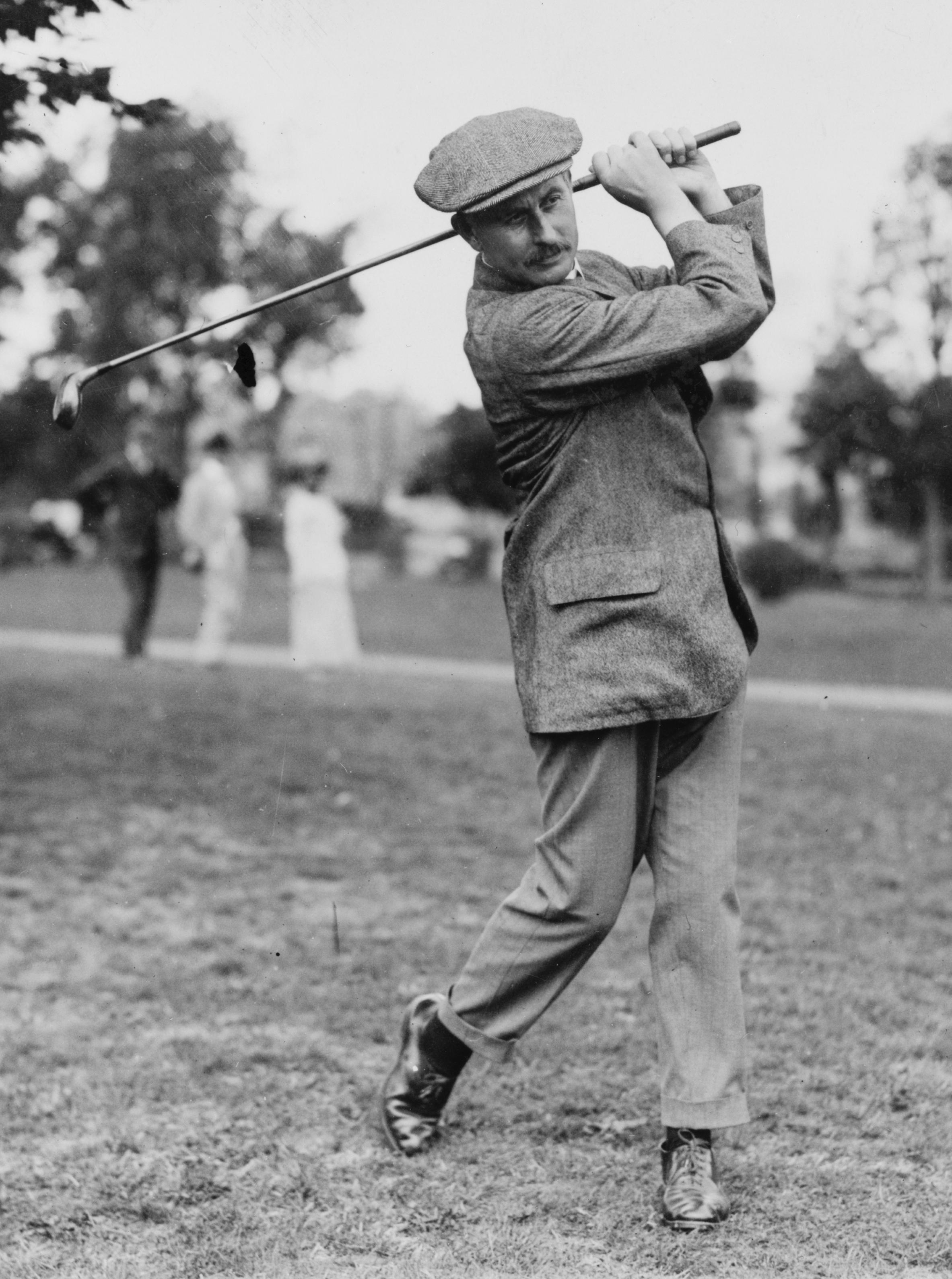
Vardon, foto gedateerd tussen 1908 en 1914

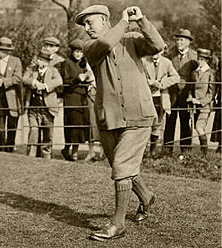
Vardon rond 1905

Henry William (Harry) Vardon (Grouville, 9 mei 1870 – Totteridge, 20 maart 1937) was een golfer uit Jersey. Hij heeft zeven majors gewonnen: zes keer het Britse Open en een keer het US Open.
Vardon is ook bekend geworden door de manier waarop hij zijn golfclub vasthield, hetgeen bekend is komen te staan als de Vardon grip. 

## Biografie
In 1890 reisde Vardon zijn broer Tom achterna naar Engeland, waar hij serieus begon met golven. Na tweede te zijn geworden bij een toernooi in Schotland, besloot Vardon professional te worden. In 1902 werd Vardon golfpro op de in 1899 opgerichte South Hertfordshire Golf Club, waar hij 34 jaar bleef spelen.
In 1896 won Vardon zijn eerste Britse Open. In 1890 speelde hij 80 wedstrijden in Amerika en won hij het US Open. Tweemaal eindigde hij daarna nog op de tweede plaats. In totaal heeft Vardon 62 overwinningen behaald.
In 1903 kreeg Vardon tuberculose, en moest hij het rustiger aandoen. Hij werd coach, golfbaanarchitect en schreef instructieboeken.

## Overwinningen
In totaal heeft Vardon 62 overwinningen behaald, waaronder zeven majors.
- Britse Open in 1896, 1898, 1899, 1903, 1911, 1914
- US Open in 1900

Verder: 
- 1911: Duits Open
- 1912: Brits PGA Matchplay

Eerbetuigingen
- De Amerikaanse PGA heeft na zijn overlijden de Vardon Trophy ingesteld. Deze wordt jaarlijks uitgereikt aan de speler met de laagste gemiddelde score.
- In 1974 is Vardon een van de eerste namen in de World Golf Hall of Fame.
- In het Jersey Museum zijn Vardons belangrijkste prijzen tentoongesteld.